# Суслов Кирило Анатолійович
Кири́ло Анато́лійович Су́слов  (нар. 23 листопада 1979 року) — український футболіст, воротар на даний час вільний агент.

## Становлення футболіста
Футболом Кирило захопився в 10 років. Перший тренер Олександр Музика. У стаханівському ДЮСШ Суслов провів кілька років, потім перейшов у донецький спортивний інтернат. Не дивно, що першою професійною командою Кирила став «Шахтар-2». Через якийсь час він проміняв донецьку прописку на одеську. Там голкіпер виступав у складі футбольного флагмана Південної Пальміри - «Чорноморця». Після цього Суслов їде грати до Росії, де виступає в другій лізі за команду «Спартак» з Анапи. Провівши там якийсь час, Кирило знову вертається в Україну, щоб незабаром виїхати в Словаччину. Закордонний етап кар'єри Кирила нараховує два клуби: «Михайлівці» і «Спишска». А в «Арсенал» Суслов перейшов із дніпродзержинської «Сталі».
В 1996 році Кирило примірив форму юнацької збірні України (U-16). Під керівництвом Валентина Луценка. Воротар пройшов всі відбірні ігри й вийшов на чемпіонат Європи в Австрії. Через два роки, вже під керівництвом Віктора Кащея, Суслов попадає в юнацьку збірну команду (U-18).
В зимку 2013 року підписав контракт з клубом другої ліги  «Нива» (Тернопіль)

## Статистика виступів
| Сезон     | Клуб                        | Ліга       | Чемпіонат | Чемпіонат | Кубок | Кубок |
| Сезон     | Клуб                        | Ліга       | Ігри      | Голи      | Ігри  | Голи  |
| --------- | --------------------------- | ---------- | --------- | --------- | ----- | ----- |
| 1996—1997 | «Шахтар-2» (Донецьк)        | Друга ліга | 3         | -5        | 0     | 0     |
| 2000—2001 | «Фрунзенець-Ліга-99» (Суми) | Друга ліга | 2         | -5        | 2     | -3    |
| 2000—2001 | «Спартак» (Суми)            | Перша ліга | 22        | -33       | 0     | 0     |
| 2001—2002 | ФК «Суми»                   | Друга ліга | 14        | -10       | 1     | -1    |
| 2002—2003 | «Спартак» (Суми)            | Перша ліга | 7         | -17       | 1     | -2    |
| 2003—2004 | «Іллічівець-2» (Маріуполь)  | Друга ліга | 10        | -17       | 0     | 0     |
| 2003—2004 | «Іллічівець» (Маріуполь)    | Вища ліга  | 2         | -5        | 0     | 0     |
| 2004—2005 | «Іллічівець-2» (Маріуполь)  | Друга ліга | 1         | 0         | 0     | 0     |
| 2004—2005 | «Іллічівець» (Маріуполь)    | Вища ліга  | 0         | 0         | 0     | 0     |
| 2005—2006 | «Іллічівець-2» (Маріуполь)  | Друга ліга | 0         | 0         | 0     | 0     |
| 2005—2006 | «Іллічівець» (Маріуполь)    | Вища ліга  | 0         | 0         | 0     | 0     |
| 2006—2007 | «Спартак» (Суми)            | Перша ліга | 14        | -34       | 1     | -4    |
| 2008—2009 | «Сталь» (Дніпродзержинськ)  | Друга ліга | 31        | -26       | 2     | -2    |
| 2009—2010 | «Арсенал» (Біла Церква)     | Перша ліга | 17        | -18       | 1     | -1    |